# Le Moule
Le Moule is een gemeente in Guadeloupe op het eiland Grande-Terre, en telde 22.149 inwoners in 2019. De oppervlakte bedraagt 82,8 km². Het ligt ongeveer 23 km ten noordoosten van Pointe-à-Pitre.

## Overzicht
Le Moule is afgeleid van Mole, een Guadeloups Creools woord voor aanlegsteiger. In 1635 werd de plaats gesticht als Portland. In de 18e eeuw werd het bewoond door de koloniale aristocratie, en werd een haven aangelegd. In 1809 werd de Britse vloot bij Le Moule gedreven van Guadeloupe. In 1828 werd toestemming verleend rechtstreeks met Frankrijk handel te drijven, en werd het een belangrijke handelsplaats, maar vanaf 1850 begon het te vervallen, en werd Pointe-à-Pitre de belangrijkste haven. In 1952 vond er een staking plaats op de Gardelfabriek voor gelijke lonen met Frankrijk. De staking werd met geweld onderdrukt, en er vielen 4 doden en 14 gewonden. De economie is tegenwoordig gebaseerd op visserij en toerisme.

## Edger Clerkmuseum
In Moule bevindt zich het Edgar Clercmuseum dat vrij toegankelijk is. Het museum geeft een overzicht van de archeologische vondsten van de inheemse bevolking tussen 200 v.Chr en 800 n.Chr. Het museum is vernoemd naar Edgar Clerc die de sites had onderzocht.

## Galerij

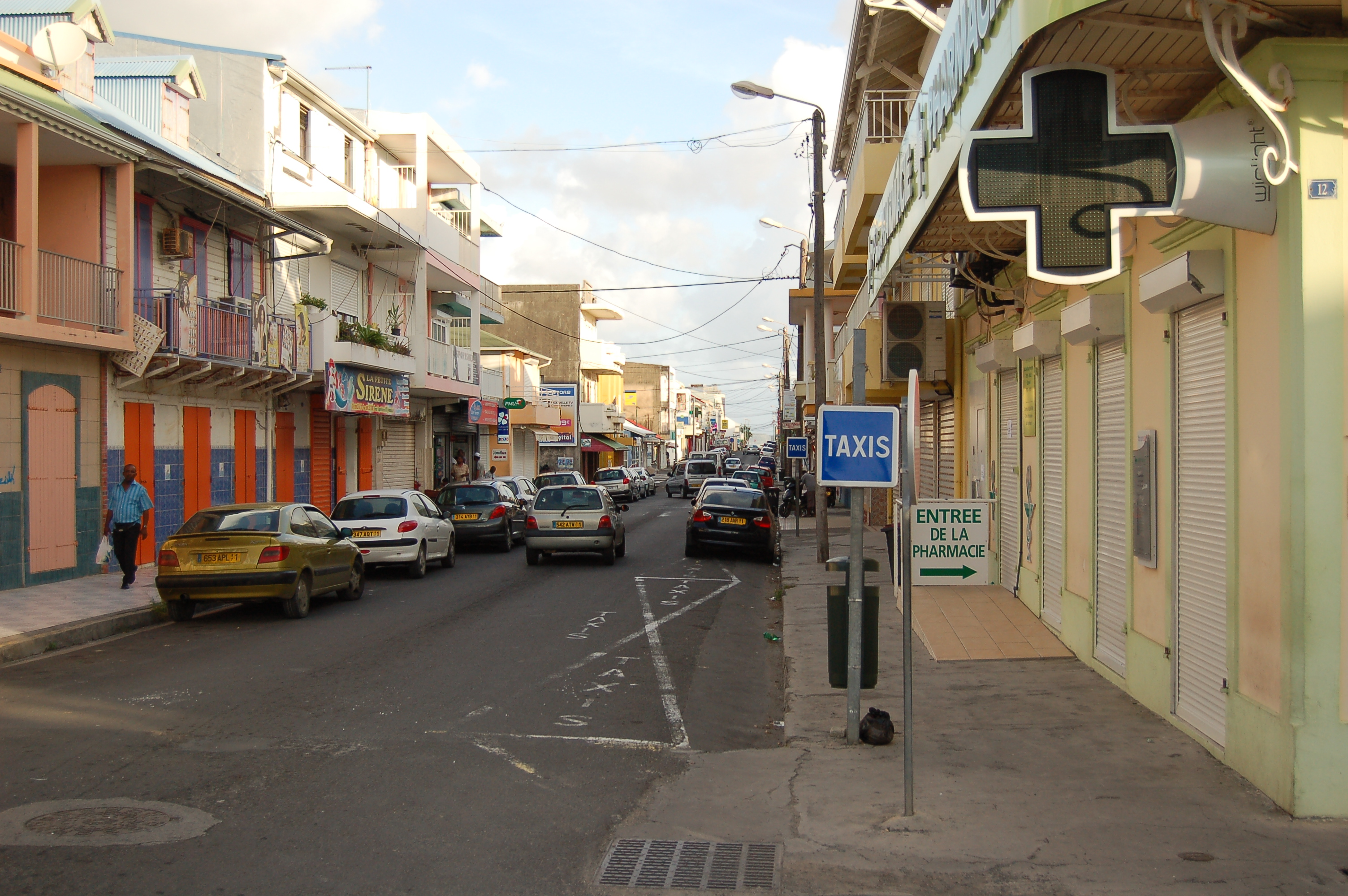
Straat in Le Moule
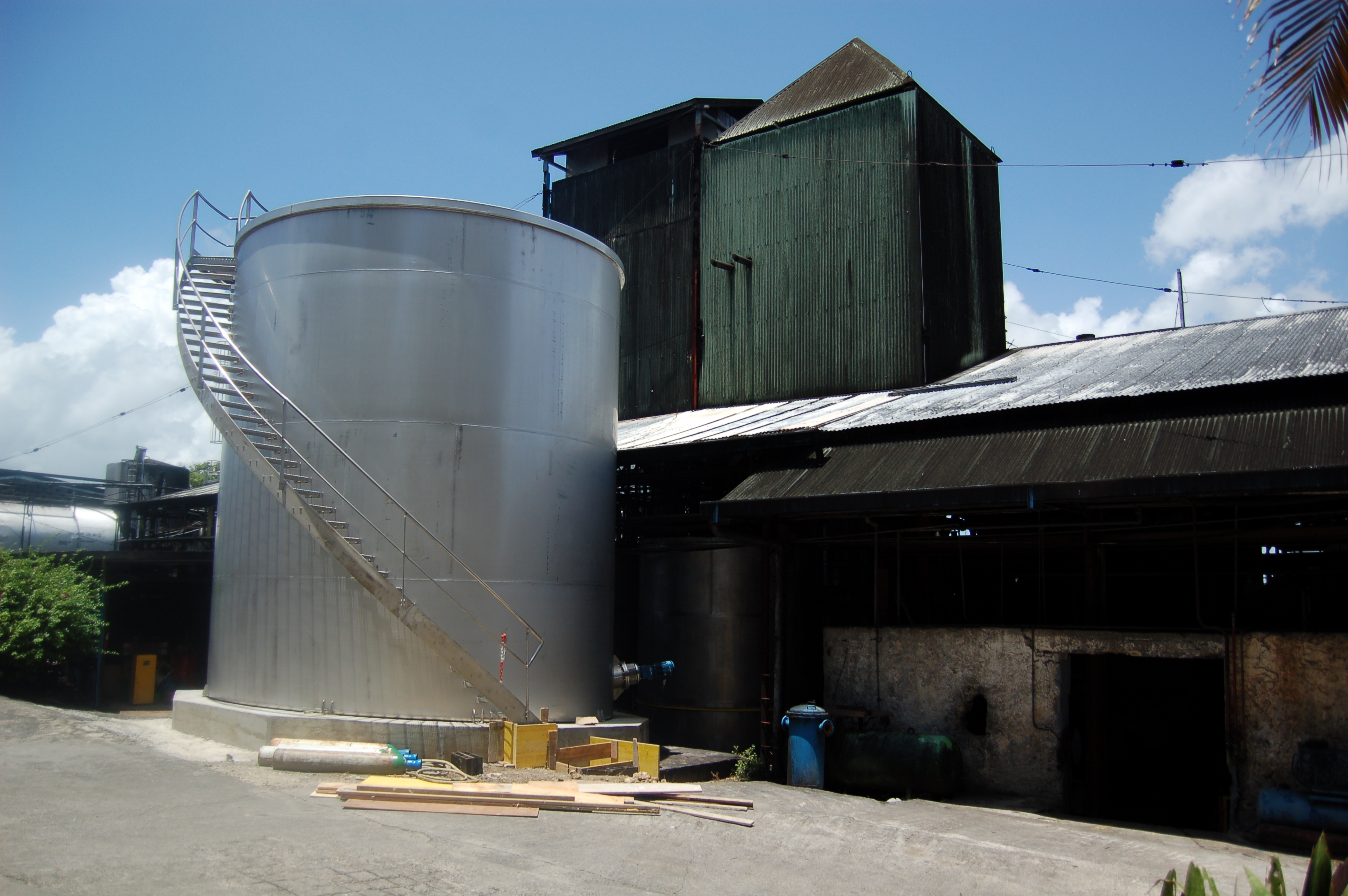
Destilleerderij van Damoiseau Rum
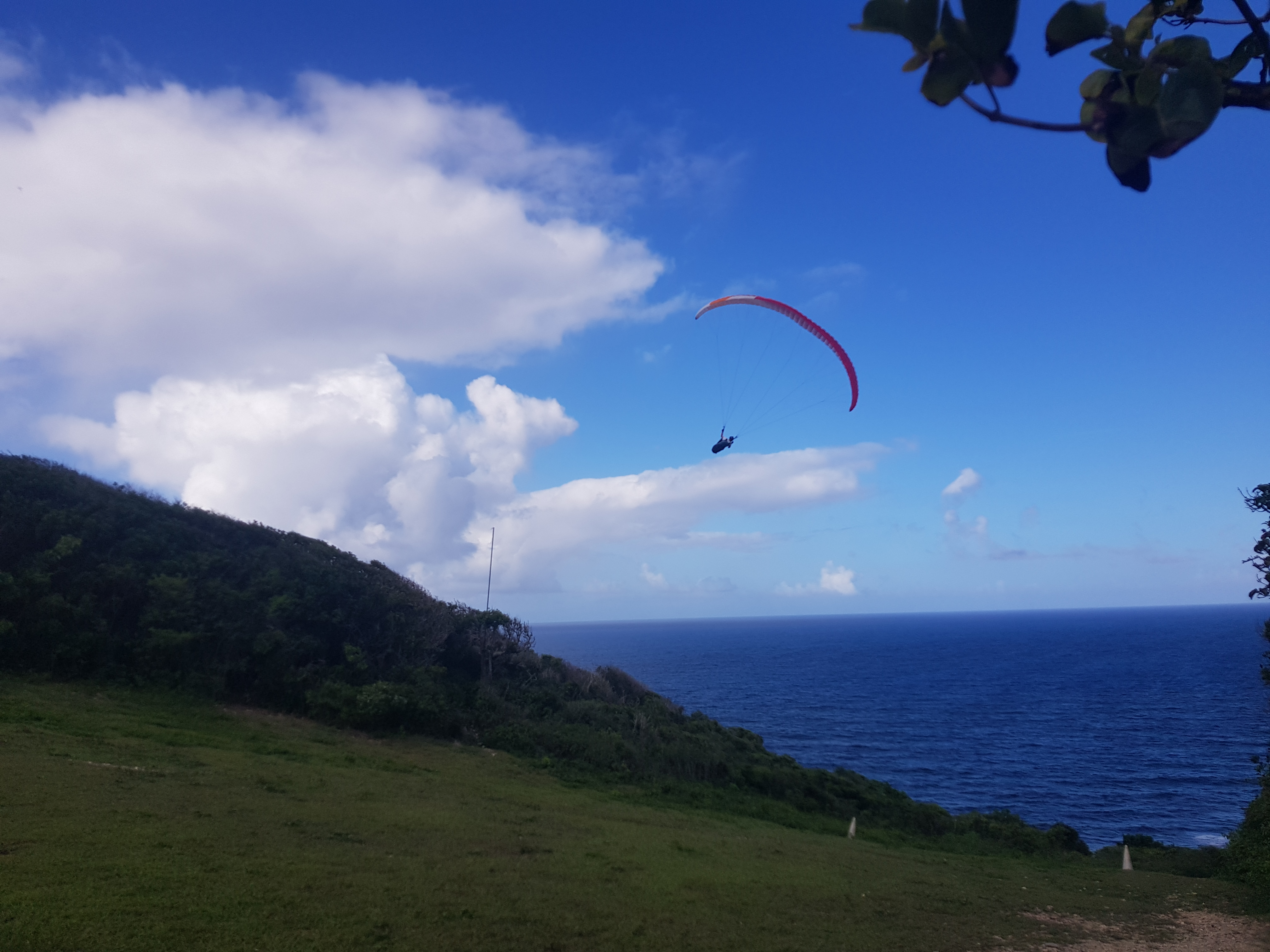
Paraglider in Bois Baron
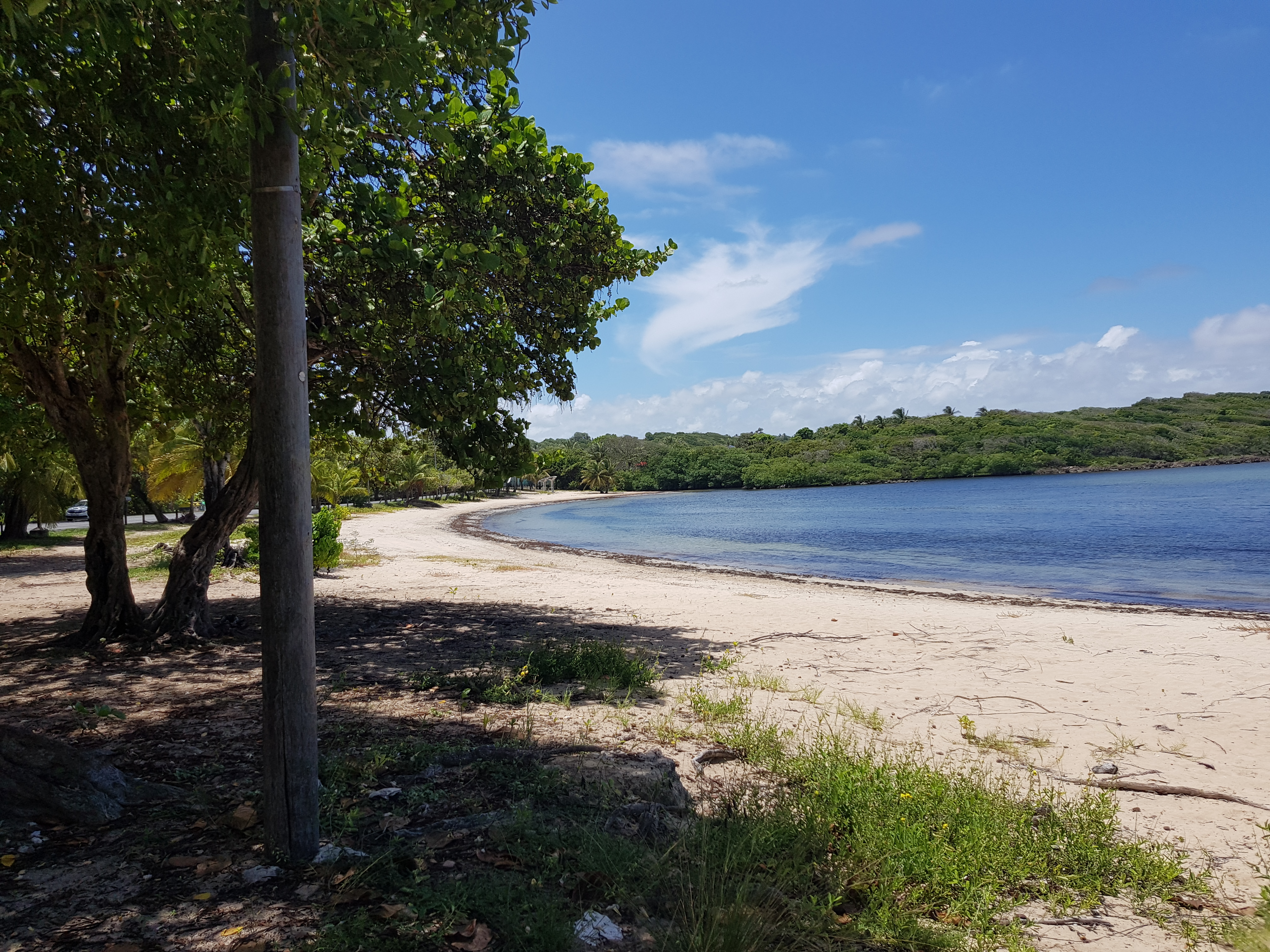
Strand van Baie-du-Nord-Ouest